# Betulio Medina
Betulio Enrique Medina Paz (Sinamaica, Estado Zulia, 5 de julio de 1949), más conocido como Betulio Medina, es un cantautor, músico, arreglista, creador y director general de la agrupación gaitera zuliana, Maracaibo 15.

## Biografía
Su madre fue María Concepción Paz, indígena habitante del poblado de Sinamaica, y su padre Antonio Medina. Betulio tuvo 12 hermanos, siendo éste el menor de todos. Desde su niñez ha estado ligado al mundo de la música, ya que proviene de una extensa familia de músicos comenzando por su padre. Su infancia y parte de su adolescencia la vivió en Maracaibo en compañía de sus familiares. Posteriormente decide radicarse en Caracas en 1970 para profesionalizarse en la música y para cumplir con un contrato firmado por la agrupación «Alma Zuliana». Mientras cumplía sus compromisos, éste se preparaba en el canto, de la mano de Francisco Javier Castellano que fue su tutor para entonces en la academia Lino Gallardo, hasta que posteriormente logró ganarse una beca para estudiar canto lírico en Italia, beca que no tomó por sus obligaciones con la agrupación.
Es el padre de cuatro hijos: Betriks (cantante), Renato (tecladista en Maracaibo 15), Mario Alejandro (ingeniero de sistemas) y Betulio «Júnior» (guitarrista). En el año 2017 Betulio Medina sufrió un accidente cerebro vascular (ACV) mientras se encontraba en Perú visitando a sus hijos, situación que lo hizo regresar a Caracas y entrar en reposo.
En el año 2019 regresó a los escenarios luego de 2 años en recuperación después del accidente cerebro vascular que sufrió. Teniendo presentaciones en varias partes de Venezuela.

## Carrera artística
En 1954 por iniciativa de su padre y otros familiares, nace la agrupación «Alma Zuliana». Siendo apenas un niño comienza a relacionarse con el mundo artístico, incursionando en la manipulación de instrumentos como las maracas, posteriormente la agrupación familiar se da a conocer a la población por medio de la radio, a través del programa «Fonoplatea de los Éxitos». La agrupación obtuvo dos veces la distinción del «Guaicaipuro de Oro», por temas como «Sinamaica».
«Los Inolvidables» fue su primera agrupación que nació como proyecto cultural mientras estudiaba en Maracaibo, en el barrio Santa Rosa de agua, lo que influyó para que posteriormente creará un grupo llamado «Venezulia» con el apoyo y conformado por sus hermanos en el año 1960. En 1968 su hermano Moisés entra a la agrupación Cardenales del Éxito, que para entonces era uno de los grupos más reconocidos en Venezuela, Betulio Medina logra entrar posteriormente y en principio se desempeñó como bajista. Cardenales del éxito estuvo conformada por Jesús Luzardo, Luis Ferrer, Gilberto Ferrer, José Tineo, Douglas Soto, Azael Luzardo, Gercio Vílchez, Víctor Marcano, Francisco Flores y Guillermo Luzardo.
Entre los años 70 se dedicó a presentarse en diversos eventos en Caracas, mientras representaba al grupo «Alma Zuliana». Participó en diferentes programas en canales de televisión nacionales. En 1972 se fundó la agrupación gaitera «Oro Negro» de la que fue fundador junto a Alí Carroz y otros zulianos radicados en Caracas. Estudió dibujo publicitario y canto, mientras se radicaba en Caracas. Posteriormente en 1974 decide abandonar el grupo «Oro Negro», para formar uno propio junto a colaboradores, grupo que se llamaría Maracaibo 15, nombre que le fue sugerido por el animador venezolano Renny Ottolina. A partir de dicha agrupación, los reconocimientos llegaron para Betulio Medina quien se dio a conocer a nivel nacional e internacional como el rey de la gaita. Sus temas han sonado en radios y fiestas decembrinas como antesala al inicio de la Navidad en Venezuela y otras regiones del mundo.
En el año 2000 se le incluyó para participar en la agrupación «Los Chiquinquireños», en el que participan los gaiteros más reconocidos en Venezuela.

## Reconocimientos
En el año 2015 fueron reconocidos los 40 años de la agrupación Maracaibo 15 a través de los premios Pepsi Music 2015. El sábado 15 de noviembre de 2014 el canal venezolano Venevisión le rindió un homenaje a Betulio Medina por sus 40 años de trayectoria musical, homenaje que se transmitió en vivo a través del programa Súper Sábado Sensacional, en el que estuvo contando sus orígenes musicales y su paso por las agrupaciones de las que formó parte como:  Alma Zuliana, Cardenales del Éxito, Oro negro y Maracaibo 15, esta última fundada en el año 1974.

## Canciones
Entre los éxitos y canciones interpretadas por Betulio Medina están: Margarita, La negra del tamunangue (1978), Viejo año (1983), Canaima (1976), La Chinca, La sabrosa, La negra Dorotea, Salto Ángel, La ingrata, Dame un abrazo, El cañonazo (1983), Cuando no estés, Dios te bendiga llanero (que incluyó el arpa de Ramón Hernández), Amparito, Hijo de Mara. Temas con los que ha logrado llegar hasta los hogares venezolanos y sonar en las fiestas decembrinas del país y en el exterior.